# Hydrotaea tuberculata
Hydrotaea tuberculata är en tvåvingeart som först beskrevs av Camillo Rondani 1866.  Hydrotaea tuberculata ingår i släktet Hydrotaea och familjen husflugor. Inga underarter finns listade i Catalogue of Life.